# Hors d’œuvrier
Als Hors d’œuvrier (von französisch hors-d’œuvre ‚Vorspeise‘) bezeichnet man in einer Küchenbrigade den Vorspeisenkoch. Er ist für die Herstellung von Vorspeisenteilchen, Fischmarinaden, kalten Soßen und Cocktails zuständig. Zu seinem weiteren Aufgabenbereich zählt das Herstellen von gemischten Salaten, von Salaten von gegartem Gemüse und kalten Salaten, wie beispielsweise ein klassischer Kartoffelsalat.
In kleineren bis mittleren Restaurationsbetrieben wird diese Arbeit oftmals vom Gardemanger übernommen.